# Cynthia Irwin-Williams
Cynthia Irwin-Williams (14 avril 1936 - 15 juin 1990) est une archéologue de la préhistoire du Sud-Ouest américain. Elle obtient une licence en anthropologie au Radcliffe College en 1957 ; l'année suivante, elle obtient une maîtrise dans le même domaine. En 1963, elle a complété sa formation en anthropologie par un doctorat de l'université Harvard. Débutant sa carrière dans les années 1950, Irwin-Williams était considérée comme une pionnière pour les femmes dans le domaine de l'archéologie, tout comme son amie et supportrice Hannah Marie Wormington.

## Carrière archéologique
Elle travaille avec son frère, Henry Irwin, un collègue archéologue, dans le Colorado du milieu des années 1950 à 1960. En 1966, Cynthia Irwin-Williams et son frère publient un livre sur les résultats des fouilles du site de Magic Mountain effectuées pour le Peabody Museum de l'université Harvard en 1959-1960. Ils ont également travaillé sur le site voisin et connexe de LoDaisKa entre 1958 et 1960,.
Dans les années 1960, elle a défini la culture Picosa, une culture archaïque composée de personnes provenant de trois endroits et possédant des artefacts et des modes de vie interconnectés. Elle est nommée par Cynthia Irwin-Williams pour ces régions : Cynthia Irwin-Williams développe la séquence de la culture archaïque pour la tradition Oshara, qui suit la culture Picosa, pendant son travail dans la région d'Arroyo Cuervo au nord-ouest du Nouveau-Mexique. Irwin a soutenu que le peuple Pueblo ancien, ou Anasazi, s'est développé, au moins en partie, à partir des Oshara.
En 1962, Cynthia Irwin-Williams dirige l'équipe qui a fouillé pour la première fois le site de Hueyatlaco au Mexique. Le site est devenu embourbé dans la controverse sur l'âge de l'habitation humaine sur le site, et Cynthia Irwin-Williams n'a jamais publié un rapport final sur les fouilles malgré des décennies de recherche.

## Vie personnelle
Cynthia Irwin-Williams naît le 14 avril 1936 à Denver, dans le Colorado. Après une longue maladie chronique, Irwin-Williams décède le 15 juin 1990 à Reno, Nevada,.

## Publications
- Irwin, Henry J. ; Irwin, Cynthia C. (1966). Excavations at Magic Mountain : Une étude diachronique des relations entre les Plaines et le Sud-Ouest. Actes du Musée d'histoire naturelle de Denver numéro 12. 20 octobre 1966.
- Cynthia Irwin-Williams, Cynthia, et C.Vance Haynes, Jr. (1970). "Climatic Change and Early Population Dynamics in the Southwestern United States". Recherche quaternaire. 1(1):59-71.
- Cynthia Irwin-Williams, Cynthia. (septembre 1973). "La tradition Oshara : Origins of Anasazi Culture". Eastern New Mexico University Contributions in Anthropology. 5(1) Portales : Eastern New Mexico University Paleo-Indian Institute.
- Cynthia Irwin-Williams, Cynthia. (1979). "Post-Pleistocene Archaeology, 7000-2000 B.C." in Handbook of North American Indians. Washington, D.C. : Smithsonian Institution Press. 9 Southwest:31-42.
- Cynthia Irwin-Williams, Cynthia ; Shelley, Phillip H. (éditeurs) (1980). Investigations at the Salmon Site : The Structure of Chacoan Society in the Northern Southwest. Portales : Eastern New Mexico University Publications in Anthropology.
- Cynthia Irwin-Williams, Cynthia ; Baker, Larry L. Baker (éditeurs) (1991). Anasazi Puebloan Adaptation in Response to Climatic Stress : Prehistory of the Middle Rio Puerco Valley. pp. 325-341. Dans les archives, Bureau of Land Management, Albuquerque, NM.